# Homer Lea
Homer Lea (* 17. November 1876 in Denver; † 1. November 1912 in Ocean Park, Kalifornien) war ein US-amerikanischer Militärstratege und Autor. Heinz Brill zählt ihn neben William Gilpin, Alfred Thayer Mahan und Nicholas J. Spykman zu den Begründern der amerikanischen Geopolitik. Lea sagte 30 Jahre vor dem Zweiten Weltkrieg den Krieg zwischen Japan und den USA voraus.

## Leben
Lea interessierte sich intensiv für Militärgeschichte und -strategie, konnte aber aus gesundheitlichen Gründen nicht Soldat der US-Armee werden. Er ging 1899 nach China und übernahm dort bald das Kommando einer Gruppe von Freiwilligen des Reformers Kang Youwei. Nachdem die Reformer von der Kaiserinwitwe Cixi verstoßen wurden, flohen Lea und andere Reformaktivisten nach Hongkong. Dort lernte Lea Sun Yat-sen kennen. Mit ihm ging er nach Japan und wurde später sein Stabschef im Generalsrang.
1901 kehrte Lea in die USA zurück, ging 1904 noch einmal für kurze Zeit nach China und ließ sich dann dauerhaft in Kalifornien nieder, wo er den Roman The Vermilion Pencil schrieb und die militärische Analyse The Valor of Ignorance diktierte.

## Geopolitische Positionen
In The Valor of Ignorance schilderte Lea die Möglichkeit eines amerikanisch-japanischen Krieges und wurde damit nicht ernst genommen. Tatsächlich griffen die Japaner dann im Zweiten Weltkrieg genau an den Stellen auf den Philippinen an, die Lea im Buch genannt hatte.
In seinem zweiten politischen Buch, The Day of the Saxon (1912), betont Lea die geostrategische Bedeutung Afghanistans in Zentralasien, hier liege für eine Großmacht der Schlüssel zur Weltherrschaft. Aus aktuellem Anlass wurde das Buch zum Zeitpunkt der Sowjetischen Intervention in Afghanistan in deutscher Übersetzung mit dem Titel Vergessene weltpolitische Einsichten (1980) nachgedruckt. Im Buch nennt Lea Kabul und Herat Orte von herausragender strategischer Bedeutung auf dem Weg nach Indien.
Lea betonte die überragende Bedeutung Indiens für das Britische Weltreich. Indien sei das Zentrum der britischen Besitzungen im und am Indischen und Pazifischen Ozean. Wie aus einem mächtigen Wirbel strahlten von Indien zahlreiche Kraftfelder aus. Darum müsse das Empire für Indien besondere Verteidigungsmaßnahmen treffen, denn ein möglicher Verlust Indiens sei mit dem Verlust des Empire gleichzusetzen.
Für einen großen Fehler britischer Asienpolitik hielt Lea die Überschätzung deutscher und die Unterschätzung russischer Expansionsstrategien. Der Ausdehnungsdrang des Russischen Reichs um 1900 richte sich
- am rechten Flügel auf die Gewinnung des Bosporus
- am linken Flügel auf die Küste des Pazifik
- in der Mitte durch Persien gegen Indien.

Während des 20. Jahrhunderts werde die russische Expansion jener Linie folgen, auf der der geringste Widerstand zu erwarten sei. Später erlaube dann der Besitz des Roten Meeres und des Indischen Ozeans Russland die gleiche Oberherrschaft über Afrika und den Pazifik, wie sie – zum Zeitpunkt der Niederschrift des Buches – von den Angelsachsen ausgeübt wurde. Damit nähere sich das Russische Reich einem „Universalreich“.
Auf Basis dieser weltpolitische Perspektive sah Lea zwei Gebote für die Verteidigung einer Nation: Förderung des Militärwesens und die Verhinderung der Ausdehnung anderer Nationen mit gegensätzlichen Interessen.

## Schriften (Auswahl)
- The Day of the Saxon, Harper & Bros., London/New York 1912.
  - Des Britischen Reiches Schicksalsstunde. Mahnwort eines Angelsachsen. Übersetzt in mit einer Einleitung versehen von Ernst Graf zu Reventlow, Mittler, Berlin 1913 (Zweite Auflage 1917).
  - The day of the Saxon. Mit Wörterbuch und Anmerkungen zum Schulgebrauch, Herausgegeben von A. Paul, Velhagen & Klasing, Bielefeld/Leipzig 1917.
  - Die Stunde der Angelsachsen. Aus dem Englischen übersetzt von Margarita S. de Planelles, Die Heimkehr, Bern 1946 (Nachdruck unter dem Titel: Vergessene weltpolitische Einsichten. Hecht-Verlag, Zürich 1980, ISBN 978-3-85724-002-7).
- The valor of ignorance. Harper & Bros., London/New York 1909.
- The Vermilion Pencil. A Romance of China. Mc Clure, New York 1908.